# Брэддс, Гэри
Гэри Ли «Текс» Брэддс (англ. Gary Lee "Tex" Bradds; 26 июля 1942 года, Джеймстаун, штат Огайо — 15 июля 1983 года, Гринвилл, штат Огайо) — американский профессиональный баскетболист. После успешной карьеры в Университете штата Огайо, где он стал лучшим игроком года 1964 года, он сыграл важную роль в команде «Окленд Оукс», чемпионы Американской баскетбольной ассоциации 1968-69 годов. Он учился в средней школе Greeneview , где набрал 61 очко в одной игре (8 декабря 1959 года против «Маунт-Стерлинг)». Спортивный зал школы назван в его честь.

## Карьера игрока
Играл на позиции тяжёлого форварда и лёгкого форварда. Учился в Университете штата Огайо, в 1964 году был выбран на драфте НБА под 3-м номером командой «Балтимор Буллетс». Позже выступал за команды «Окленд Окс» (АБА), «Вашингтон Кэпс» (АБА), «Каролина Кугэрз» (АБА) и «Техас Чеперрелс» (АБА). Всего в НБА провёл 2 неполных сезона. Один раз включался в 1-ю всеамериканскую сборную NCAA (1964), а также один раз — во 2-ю всеамериканскую сборную NCAA (1963). В 1964 году признавался баскетболистом года среди студентов по версии UPI и Associated Press. Всего за карьеру в НБА сыграл 44 игры, в которых набрал 144 очка (в среднем 3,3 за игру), сделал 92 подбора и 20 передач.
Последние четыре сезона своей профессиональной карьеры Брэддс провёл в Американской баскетбольной ассоциации (АБА), выступая за команды «Окленд Окс», «Вашингтон Кэпс», «Каролина Кугэрз» и «Техас Чеперрелс». В сезоне 1968/1969 годов стал чемпионом АБА в составе «Окс». Всего за карьеру в АБА он сыграл 210 игр, в которых набрал 2962 очка (в среднем 14,1 за игру), сделал 1306 подборов и 207 передач.
В 1963 году Брэддс стал в составе сборной США чемпионом Панамериканских игр в Сан-Паулу.

## Смерть
Гэри Брэддс умер после продолжительной борьбы с раком 15 июля 1983 года в городе Гринвилл (штат Огайо) в возрасте 40 лет. У него остались две дочери и сын Дэвид, который также играл в баскетбол за университет Дейтона. Его родной брат Гейл играл в баскетбол за колледж Кедарвилла, а двоюродный, Терри — джазовый гитарист. Внук Брэддса, Эван, играет в баскетбол в Белмонтском университете и был назван баскетболистом года конференции Ohio Valley в 2016 и 2017 годах.

## Статистика

### Статистика в НБА
| Сезон                                                                                    | Команда  | Регулярный сезон | Регулярный сезон | Регулярный сезон | Регулярный сезон | Регулярный сезон | Регулярный сезон | Регулярный сезон | Регулярный сезон | Регулярный сезон | Регулярный сезон | Регулярный сезон | Серия плей-офф | Серия плей-офф | Серия плей-офф | Серия плей-офф | Серия плей-офф | Серия плей-офф | Серия плей-офф | Серия плей-офф | Серия плей-офф | Серия плей-офф | Серия плей-офф |
| Сезон                                                                                    | Команда  | GP               | GS               | MPG              | FG%              | 3P%              | FT%              | RPG              | APG              | SPG              | BPG              | PPG              | GP             | GS             | MPG            | FG%            | 3P%            | FT%            | RPG            | APG            | SPG            | BPG            | PPG            |
| ---------------------------------------------------------------------------------------- | -------- | ---------------- | ---------------- | ---------------- | ---------------- | ---------------- | ---------------- | ---------------- | ---------------- | ---------------- | ---------------- | ---------------- | -------------- | -------------- | -------------- | -------------- | -------------- | -------------- | -------------- | -------------- | -------------- | -------------- | -------------- |
| 1964/65                                                                                  | Балтимор | 41               |                  | 8,2              | 41,4             |                  | 71,4             | 2,0              | 0,5              |                  |                  | 3,3              | 1              |                | 5,0            | 66,7           |                | 100,0          | 2,0            | 0,0            |                |                | 6,0            |
| 1965/66                                                                                  | Балтимор | 3                |                  | 5,0              | 33,3             |                  | 75,0             | 2,7              | 0,3              |                  |                  | 2,3              | Не участвовал  | Не участвовал  | Не участвовал  | Не участвовал  | Не участвовал  | Не участвовал  | Не участвовал  | Не участвовал  | Не участвовал  | Не участвовал  | Не участвовал  |
|                                                                                          | Всего    | 44               |                  | 8,0              | 41,0             |                  | 71,6             | 2,1              | 0,5              |                  |                  | 3,3              | 1              |                | 5,0            | 66,7           |                | 100,0          | 2,0            | 0,0            |                |                | 6,0            |
| Наведите курсор мыши на аббревиатуры в заголовке таблицы, чтобы прочесть их расшифровку. |          |                  |                  |                  |                  |                  |                  |                  |                  |                  |                  |                  |                |                |                |                |                |                |                |                |                |                |                |

### Статистика в NCAA
| Сезон | Команда     | Conf    | Class | GP | GS | MPG | FG%  | 3P% | FT%  | RPG  | APG | SPG | BPG | PPG  |
| --- | ----------- | ------- | ----- | -- | -- | --- | ---- | --- | ---- | ---- | --- | --- | --- | ---- |
| 1961/62 | Огайо Стэйт | Big Ten | SO    | 26 |    |     | 69,4 |     | 57,5 | 2,8  |     |     |     | 4,7  |
| 1962/63 | Огайо Стэйт | Big Ten | JR    | 24 |    |     | 52,3 |     | 79,8 | 13,0 |     |     |     | 28,0 |
| 1963/64 | Огайо Стэйт | Big Ten | SR    | 24 |    |     | 52,4 |     | 79,2 | 13,4 |     |     |     | 30,6 |
| Всего | Всего       | Всего   | Всего | 74 |    |     | 53,5 |     | 77,8 | 9,5  |     |     |     | 20,7 |
| Наведите курсор мыши на аббревиатуры в заголовке таблицы, чтобы прочесть их расшифровку Статистика приведена с сайта sports-reference.com |             |         |       |    |    |     |      |     |      |      |     |     |     |      |